# МФТП
МФТП (сокр. от 1-метил-4-фенил-1,2,3,6-тетрагидропиридин) — органическое соединение, является нейротоксином предшественником МФП+, вызывает постоянные симптомы (индуцирует) болезни Паркинсона, разрушая дофаминергические нейроны в чёрной субстанции головного мозга. Используется для изучения болезней у обезьян.

## Токсикология
Инъекция МФТП вызывает быстрое наступление паркинсонизма, следовательно, у людей, использующих МФПП, загрязнённый MФТП, будут развиваться такие же симптомы.
МФТП сам по себе не токсичен, и, как липофильное соединение, может легко пересекать гемато-энцефалический барьер. После приёма внутрь МФТП метаболизируется в токсичные катионы 1-метил-4-фенилпиридиния (МФП+) под действием фермента МАО-В глиальных клеток мозга. МФП+ убивает прежде всего нейроны, продуцирующие дофамин в pars compacta чёрной субстанции среднего мозга. МФП+ воздействует на комплекс I в цепи переноса электронов, компонента метаболизма митохондрий, что приводит к гибели клеток и вызывает накопление свободных радикалов — частиц, имеющих высокую реакционную способность, которые способствуют дальнейшему разрушению клеток.
Так как сам МФТП непосредственно не вреден, токсические эффекты острого отравления им могут быть смягчены путём введения ингибиторов моноаминоксидазы (МАО), таких, как селегилин. Ингибиторы МАО предотвращают дальнейший метаболизм МФТП в МФП+ путём ингибирования действия МАО-В, минимизируя токсичность и предотвращая гибель нейронов.

## Использование МФТП в исследовании болезни Паркинсона
Лэнгстоном и сотрудниками в 1984 году было обнаружено, что инъекции МФТП, производимые беличьим обезьянам, привели к паркинсонизму, вызвав симптомы, которые впоследствии были уменьшены с помощью леводопы, предшественника нейромедиатора дофамина (в настоящее время этот препарат используют в лечении болезни Паркинсона). Исследования на мышах показали, что чувствительность к МФТП увеличивается с возрастом.

## Синтез и применение
МФТП был впервые синтезирован в качестве обезболивающего средства в 1947 году Зирингом и его сотрудниками, реакцией фенилмагнийбромида с 1-метил-4-пиперидиноном. Он был протестирован, однако испытания были остановлены в связи с обнаружением у обезьян симптомов болезни Паркинсона. В одном из эпизодов испытаний вещества двое из шести добровольцев погибли.
MФТП используется в промышленности в качестве промежуточного вещества — хлорида токсичного метаболита МФП+, гербицида под торговым названием cyperquat, который структурно подобен гербициду параквату.